# Indonesia Open 1985
Die Indonesia Open 1985 waren eines der Top-10-Turniere des Jahres im Badminton in Asien. Sie fanden vom 23. bis zum 28. Juli 1985 in Istora Senayan, Jakarta statt.

## Finalresultate
| Disziplin    | Sieger                            | Finalist                   | Ergebnis    |
| ------------ | --------------------------------- | -------------------------- | ----------- |
| Herreneinzel | Han Jian                          | Xu Biao                    | 15-4, 15-3  |
| Dameneinzel  | Li Lingwei                        | Han Aiping                 | 11-9, 11-8  |
| Herrendoppel | Liem Swie King Hariamanto Kartono | Li Yongbo Tian Bingyi      | 15-5, 15-10 |
| Damendoppel  | Han Aiping Li Lingwei             | Rosiana Tendean Ivanna Lie | 15-7, 15-8  |
| Mixed        | Martin Dew Gillian Gilks          | Nigel Tier Gillian Gowers  | 15–12, 15–0 |